# GFF Elite League 2025
La GFF Elite League 2025 es la edición número 10 de la GFF Elite League en su nuevo formato reestructurado que comenzó a partir de 2015, es la competición de fútbol más importante en Guyana. El campeón defensor es Guyana Defence Force quien se coronó en la temporada 2024.

## Sistema de disputa
El formato consta de diez equipos que juegan dos veces contra cada rival. Al final el mejor posicionado en la tabla se lleva el título. El campeón tiene la posibilidad para jugar en la CFU Club Shield.

## Intercambio de plazas
De acuerdo al sistema de ligas de Guyana, al final de la temporada desciende el último equipo equipo situados en la tabla y el penúltimo juega un playoff por el descenso. Ambos descienden hacia un sistema de ligas regionales. 
| Pos | Equipo        |
| --- | ------------- |
| 10  | Buxton United |

| Pos                                                             | Equipo            |
| --------------------------------------------------------------- | ----------------- |
| Campeón playoffs (preveniente de Liga Essequibo Coast/Pomeroon) | Mainstay Goldstar |

## Sedes
Todos los encuentros de la liga se han llevado a cabo principalmente en el GFF National Training Centre ubicado en Providence, Georgetown. También se han jugado encuentros esporádicos en el #5 Ground en Zeelust Village para los partidos del Monedderlust FC y en el Track and Field Stadium en Leonora después de dos años de ausencia.

## Equipos participantes
| Equipo               | Ciudad      |
| -------------------- | ----------- |
| Ann's Grove United   | Georgetown  |
| Den Amstel FC        | Den Amstel  |
| Fruta Conquerors     | Georgetown  |
| Guyana Defence Force | Georgetown  |
| Guyana Police Force  | Georgetown  |
| Mainstay Goldstar    |             |
| Monedderlust FC      |             |
| Santos Georgetown    | Georgetown  |
| Slingerz FC          | Vergenoegen |
| Western Tigers FC    | Georgetown  |

## Tabla General
| Pos. | Equipo               | Pts. | PJ | G  | E | P  | GF | GC  | Dif. | Clasificación                                    |
| ---- | -------------------- | ---- | -- | -- | - | -- | -- | --- | ---- | ------------------------------------------------ |
| 1    | Slingerz FC          | 34   | 12 | 11 | 1 | 0  | 69 | 3   | +66  | Campeón y posible calificación a CFU Club Shield |
| 2    | Guyana Police Force  | 27   | 12 | 8  | 3 | 1  | 41 | 11  | +30  |                                                  |
| 3    | Western Tigers FC    | 27   | 13 | 8  | 3 | 2  | 36 | 13  | +23  |                                                  |
| 4    | Guyana Defence Force | 22   | 11 | 7  | 1 | 3  | 51 | 11  | +40  |                                                  |
| 5    | Santos Georgetown    | 16   | 11 | 5  | 1 | 5  | 25 | 15  | +10  |                                                  |
| 6    | Monedderlust FC      | 15   | 12 | 5  | 0 | 7  | 21 | 33  | −12  |                                                  |
| 7    | Ann's Grove United   | 12   | 13 | 3  | 3 | 7  | 19 | 44  | −25  |                                                  |
| 8    | Den Amstel FC        | 11   | 13 | 3  | 2 | 8  | 34 | 31  | +3   |                                                  |
| 9    | Fruta Conquerors     | 8    | 11 | 2  | 2 | 7  | 10 | 25  | −15  | Play off por la permanencia                      |
| 10   | Mainstay Goldstar    | 0    | 12 | 0  | 0 | 12 | 6  | 126 | −120 | Descenso a Ligas Regionales 2026                 |

Actualizado a los partidos jugados el 20 de agosto de 2025.
 Fuente: 